# Cucut tucà
El cucut tucà (Scythrops novaehollandiae) és una espècie d'ocell de la família dels cucúlids (Cuculidae) i única espècie del gènere Scythrops. Habita boscos, pantans i matolls des de Sulawesi i Moluques Septentrionals, cap al sud-est fins a les illes Petites de la Sonda més orientals, illes Aru, Nova Guinea, illes Bismarck, i nord i est d'Austràlia.